# Sueño y mentira de Franco
Sueño y mentira de Franco es un conjunto de 18 pequeñas imágenes a modo de viñetas que Pablo Picasso grabó al aguafuerte en dos planchas de cobre, entre enero y junio de 1937. Guarda estrecha relación con el famoso cuadro Guernica y se considera la primera obra de Picasso con contenido claramente político, como denuncia contra la guerra civil española y contra Francisco Franco. Tanto el citado cuadro como los grabados fueron destinados al Pabellón de la República Española en la Exposición Internacional de París de ese año. Los grabados se estamparon en un tiraje numerado inusualmente grande (mil ejemplares), a fin de recaudar fondos para la causa republicana.

«¿Cómo imaginar siquiera que yo pueda estar de acuerdo un instante con la reacción y la muerte, contra el pueblo y la libertad? Al comienzo de la rebelión fui nombrado por el único gobierno legítimo de España, Director del Museo del Prado, puesto que acepté inmediatamente. Aquí tiene usted lo que estoy haciendo para el Pabellón Español de la Exposición. Y aquí las primeras pruebas del “Sueño y Mentira de Franco”. ¡En ellos está claramente expresada mi opinión sobre la casta militar que ha hundido a España en el dolor y la muerte!»
Declaraciones de Picasso publicadas en Facetas de actualidad española en julio de 1937.

## Contexto
Cuando, el 14 de abril de 1931, se proclamó en España la Segunda República, Picasso llevaba ya casi 30 años residiendo en Francia de forma permanente. Inicialmente la República no mostró demasiado interés por la obra del pintor, quien, por su parte, no mostró tampoco ningún signo de acercamiento al nuevo régimen. Años atrás, cuando se le había preguntado por sus ideas políticas, había contestado simplemente: «Soy monárquico porque en España hay un rey».
El director general de Bellas Artes, Ricardo Orueta, tuvo en 1933 la idea de montar una exposición de obras de Picasso en Madrid, pero el escritor y embajador de España en París Salvador de Madariaga le hizo desistir del proyecto al informarle de que la actitud del pintor era «francamente grosera […] para conmigo personalmente y para el embajador de su país». Eran pocos en España los que entonces defendían la importancia de la obra de Picasso: entre ellos estaba Manuel Abril, Premio Nacional de Literatura en 1934 con una obra, De la naturaleza al espíritu, en la que hacía un encendido elogio y una ardiente defensa del pintor. Cuando en enero de 1936 se llevó a cabo una exposición retrospectiva de Picasso en la sala Esteva de Barcelona, organizada por la asociación ADLAN (Amigos de las Artes Nuevas), fue recibida con hostilidad por la prensa. La exposición viajaría más tarde a Madrid y a Bilbao.
Tras el estallido de la guerra civil española en julio de 1936, y por iniciativa personal del pintor Josep Renau, nuevo director general de Bellas Artes, se decidió nombrar a Picasso director del Museo del Prado en sustitución de Ramón Pérez de Ayala, quien había dimitido en junio por discrepancias políticas. Picasso aceptó emocionado el nombramiento, que se hizo efectivo en septiembre, aunque jamás llegaría a tomar posesión de su cargo, que en realidad fue más bien honorífico pues la gestión efectiva del Prado hubo de llevarla el subdirector, Francisco Javier Sánchez Cantón. Para la República, el nombramiento de Picasso se trataba sobre todo, en tiempos difíciles para su supervivencia, de una manera de jugar la baza del prestigio internacional del autor.

### El Guernica
A principios de enero de 1937, en su domicilio parisino de la rue la Boëtie, Picasso recibió la visita de una delegación española formada por el director general de Bellas Artes Josep Renau, el arquitecto Luis Lacasa, y los escritores Juan Larrea, Max Aub y José Bergamín. El propósito de los visitantes era solicitar la colaboración de Picasso en el pabellón español de la Exposición Internacional de París, que se iba a inaugurar en mayo; el edificio era un diseño de Josep Lluís Sert y del ya citado Luis Lacasa. 
En un primer momento, Picasso se mostró un tanto renuente a crear una obra de gran formato, pero ya entonces debía de estar barajando ayudar a la República de alguna manera, pues el 8 de enero fechó la primera plancha de la carpeta de grabados Sueño y mentira de Franco. De ella se haría una edición de 1000 ejemplares numerados para ser vendidos en la exposición: los beneficios obtenidos se destinarían íntegros a la causa republicana. La segunda y última plancha de los grabados fue iniciada el 9 de enero, pero no se concluiría hasta el 7 de junio, después de la creación del Guernica.
El encargo que le hizo a Picasso el Gobierno español fue finalmente una pintura que ocupase una pared de 4 x 11 metros: el Guernica. Dado que los pabellones eran efímeros pues debían demolerse tras la clausura del certamen, se decidió que Picasso pintase su mural no directamente en la pared, sino en un lienzo que pudiera conservarse. Su realización fue demorada por el pintor varios meses, hasta mayo; en parte por indecisión, pues no sabía qué tema representar, y además Picasso vivía entonces una complicada situación personal, dividido entre tres mujeres: su esposa, Olga Khokhlova; su antigua amante, Marie-Thérèse Walter, madre de su hija Maya, y su amante más reciente, Dora Maar.
Finalmente la realización del Guernica arrancaría el 1 de mayo, y tras un mes de febril actividad Picasso lo concluiría el 4 de junio. Como testimonio del proceso creativo quedan decenas de bocetos fechados (conservados ahora, al igual que el cuadro, en el Museo Reina Sofía de Madrid) y varias fotografías tomadas por Dora Maar que revelan los tanteos y correcciones que vivió el gran lienzo hasta llegar a la imagen final.

## Los grabados: descripción y edición
«El arte es una mentira que nos permite descubrir la verdad»
Pablo Picasso, junio de 1923.

Picasso grabó las 18 escenas en dos planchas de cobre de formato apaisado, con medidas aproximadas 31 x 42 centímetros, a razón de nueve viñetas en cada una. Empleó la técnica del aguafuerte, y en las primeras catorce imágenes matizó luces y sombras mediante baños de aguatinta. Las escenas van encuadradas y alineadas como los aleluyas (llamados aucas en Cataluña), historietas muy populares en los siglos XVIII y XIX que se consideran antecesoras de los cómics. Durante la guerra del 36, este formato de carteles tuvo amplio uso en ambos bandos como instrumento propagandístico. Pero en realidad las imágenes grabadas por Picasso no narran un argumento de manera lineal ya que en origen no se pensaron como tales: estaba previsto que los recuadros se cortasen y distribuyesen por separado como tarjetas postales. Varios de ellos parecen repetir un mismo asunto o denuncia, pero hay que reiterar que se pensaron como imágenes independientes.
Picasso las grabó en dos momentos de 1937: las primeras catorce están fechadas el 8 y 9 de enero, por lo cual son anteriores en varios meses al Guernica, y las restantes cuatro se fecharon el 7 de junio, tres días después de haberse concluido el cuadro. Estas últimas carecen de los baños de aguatinta (posiblemente por la urgencia de terminarlas para enviar las matrices a la imprenta) y coinciden con los bocetos preparatorios para el Guernica. Hay que precisar que el orden de realización de las imágenes estampadas es al revés, de derecha a izquierda, ya que Picasso las grabó al derecho en las planchas y al imprimirse quedan invertidas por el efecto especular. También debido a esto, las inscripciones se leen invertidas.
Las imágenes denuncian la guerra en general y más explícitamente critican a Francisco Franco. Algunas son caricaturas satíricas del general, de cariz grotesco y escatológico, mientras que otras son alegorías sobre la crueldad y los males de la guerra. En una de las viñetas Franco es representado vestido de mujer de dudosa reputación, con mantilla; en otra, adora un relicario que contiene una moneda de duro (alusión a los vínculos del bando nacional con la banca). En otras viñetas, el general aparece representado con un falo gigante y botas, como un pólipo o célula indefinible, y como una criatura con cabeza de patata, por influencia de la obra teatral Ubu rey de Alfred Jarry. En otras viñetas aparecen luchando un caballo y un toro, figuras que reaparecerán en el Guernica.

### Las 18 imágenes
Imágenes de la plancha I (8 de enero de 1937):
- 1. Franco sobre un caballo, con una espada y una bandera
- 2. Franco camina sobre una cuerda, con un falo gigante, una espada y una bandera
- 3. Franco ataca un busto clásico (la República Española) con una piqueta
- 4. Franco vestido como una cortesana, con una flor y un abanico
- 5. Franco siendo corneado por un toro
- 6. Franco reza a una moneda de duro, luciendo una tiara papal y un gorro marroquí; le rodea alambre de espino
- 7. Franco expele culebras de su cuerpo
- 8. Franco caza un caballo alado (Pegaso)
- 9. Franco con una lanza, cabalgando un cerdo

Primeras imágenes de la plancha II (fechadas el 9 de enero de 1937):
- 10. Franco devora un caballo muerto
- 11. Los restos de una batalla: un cuerpo femenino yace en el suelo
- 12. Los restos de una batalla: un caballo arropa con su cuello a un hombre; parecen muertos
- 13. Franco y un toro se miran
- 14. Franco (como un centauro deforme) y el toro, luchando

Imágenes añadidas en la plancha II el 7 de junio de 1937 (algunas, relacionadas con bocetos del Guernica):
- 1. Mujer llorando y mirando a lo alto
- 2. Madre con un niño, huyendo de una casa en llamas
- 3. Madre e hijo muertos
- 4. Mujer herida por una flecha se yergue entre las ruinas ante sus dos hijos

### Edición numerada
Sueño y mentira de Franco se cataloga en el género del libro ilustrado, pues combina texto e imágenes; pero es un libro sui generis pues tiene formato de carpeta y sus hojas van sueltas. Las dos estampas grabadas tienen como acompañamiento literario un texto de Picasso en español: Fandango de lechuzas, un poema de tono surrealista en prosa, escrito a mano por Picasso y reproducido para la edición en facsímil. El reverso de esta hoja muestra el mismo texto en letras de imprenta, en español y en francés. 
La carpeta luce en su tapa una etiqueta pentagonal pegada, con el título Sueño y mentira de Franco, sugerido por Bergamín y que en francés generaba un retruécano o juego de palabras: Songe et Mensonge de Franco. Juan Larrea contó que intervino en las gestiones para producir la edición, y prueba de ello es que hasta su fallecimiento poseyó tres carpetas de los grabados, de las que una ostentaba dedicatoria manuscrita de Picasso («Para mi buen amigo / Juan Larrea / su verdadero amigo / Picasso»). 
Los grabados se imprimieron en el taller de Roger Lacourière (París) en junio de 1937, y se produjeron mil carpetas numeradas. Un tiraje tan grande era poco habitual para una edición limitada, pero se explica por el deseo de recaudar fondos mediante una obra asequible. A fin de que las matrices de cobre resistieran el uso intensivo en la prensa, fueron aceradas. En 1983 se cancelaron (rayaron) para que no pudieran imprimirse de nuevo, con un trazo oblicuo que las cruza por el ángulo inferior derecho; y ambas planchas se conservan ahora en el Museum Ludwig de Colonia.
Parte de la edición se ofreció en venta en el mismo Pabellón Español de la feria, en un mostrador situado en frente del Guernica; pero en ese momento no se vendieron muchas unidades. La edición se dividió en: 
- 850 carpetas de color gris azulado
Con los grabados impresos en papel verjurado Montval, numerados a lápiz (del 1/850 al 850/850) y matasellados con un tampón con la firma de Picasso.                            Salieron a la venta por 200 francos. Existen ejemplares de este tiraje en:
- Museum of Fine Arts Houston (carpeta Número 1/850)
- Museo Picasso de Barcelona (ejemplar adquirido en 1982)
- Fundación Picasso Museo Casa Natal (donado en 1989 por Marina Picasso, nieta del pintor)
- Instituto Valenciano de Arte Moderno
- Fundación Bancaja
- Casa Museo Picasso de La Coruña
- Biblioteca Nacional de Francia
- Museo Stedelijk
- Museo Boijmans Van Beuningen
- Hunterian Museum and Art Gallery
- Museo Tamayo Arte Contemporáneo
- Museo Legion of Honor
- Museo de Arte Contemporáneo de Caracas (adquirido en 1993)
- Metropolitan Museum of Art
- Philadelphia Museum of Art
- National Gallery of Victoria
- Dartmouth College (Hanover)

- 150 carpetas de color beige
Más exclusivas; con los grabados impresos en papel chine collé (papel fino tipo china pegado sobre papel japón), numerados a lápiz (del 1/150 al 150/150) y firmados a mano por Picasso. Su precio fue de 500 francos la carpeta. Existen ejemplares de este tiraje en: 
- Museo Picasso Málaga (adquirido en 2010)
- MoMA
- Museo Peggy Guggenheim
- Museo de Bellas Artes de Boston
- National Gallery of Canada
- Museo de Arte de Cleveland
- Museo de Arte de Toledo

La carpeta Número 1/150 se subastó en Francia en 2008 y alcanzó los 26.500 euros. Al año siguiente Christie's vendió otra que había pertenecido a Yves Saint Laurent y Pierre Bergé por 29.800 euros (comisión incluida).  
- 30 pruebas de artista
Grabados que carecen de numeración. Una de estas carpetas sin numerar, con los grabados impresos sobre papel chine collé y con dedicatoria de Picasso a Juan Larrea, se subastó en Madrid en marzo de 2015. Existe una pareja de los grabados en el Museo Reina Sofía, en papel Montval y sin numerar . Llegó al museo junto al Guernica por lo cual perteneció a Picasso. 
Así mismo, y de acuerdo con Picasso, la Embajada de España en París publicó un libro en 1939, con las viñetas recortadas y pegadas en páginas individuales. Para este libro, del cual hay pocos ejemplares, se emplearon estampaciones del tiraje de 850 carpetas antes mencionado que habían quedado sin vender.